# Србија на Европском првенству у атлетици за млађе сениоре 2013.
Србија је учествовала на 9. Европском првенству за млађе сениоре 2013. одржаном у Тампереу, Финска, од 10. до 14. јула. Репрезентацију Србије на њеном четвртом учешћу на европским првенствима за млађе сениоре од 2006. године од када Србија учествује самостално под овим именом, представљало је 7 спортиста (3 мушкарца и 4 жене), који су се такмичили у 7 дисциплина (3 мушке и 4 женске).
У укупном пласману Србија је са две златне и једном бронзаном медаљом заузела 8. место.
У табели успешности (према броју и пласману такмичара који су учествовали у финалним такмичењима (првих 8 такмичара) Србија је са 3 учесника у финалу заузела 18 место са 22 бода..
| Пл. | Земља  | 1. место | 2. место | 3. место | 4. место | 5. место | 6. место | 7. место | 8. место | Бр. фин. | Бодови |
| --- | ------ | -------- | -------- | -------- | -------- | -------- | -------- | -------- | -------- | -------- | ------ |
| 18. | Србија | 2 - 16   | 0 - 0    | 1 - 6    | 0 - 0    | 0 - 0    | 0 - 0    | 0 - 0    | 0 - 0    | 3        | 22     |

## Учесници
| Мушкарци: - Милан Ристић — 110 м препоне - Емир Бекрић — 400 м препоне - Дино Додиг — Десетобој | Жене: - Амела Терзић — 1.500 м - Теодора Симовић — 5.000 м - Сара Саватовић — Бацање кладива - Марија Вученовић — Бацање копља |  |

## Освајачи медаља (3)

### Злато (2)
- Амела Терзић — 1.500 м
- Емир Бекрић — 400 м препоне

### Бронза (1)
- Марија Вученовић — Бацање копљa

## Резултати

### Мушкарци
| Атлетичар    | Дисциплина    | Лични рекорд | Квалификације | Квалификације | Полуфинале           | Полуфинале           | Финале               | Финале  | Детаљи |
| Атлетичар    | Дисциплина    | Лични рекорд | Резултат      | Место         | Резултат             | Место                | Резултат             | Место   | Детаљи |
| ------------ | ------------- | ------------ | ------------- | ------------- | -------------------- | -------------------- | -------------------- | ------- | ------ |
| Милан Ристић | 110 м препоне |              | 14,12 ЛР      | 6. у гр. 1    | Није се квалификовао | Није се квалификовао | Није се квалификовао | 11 / 16 |        |
| Емир Бекрић  | 400 м препоне |              | 50,48 КВ      | 1. у гр. 3    | 49,83 КВ             | 1. у гр. 1           | 48,76 НР             |         |        |

#### десетобој
| Дисциплина   | Дино Додиг | Дино Додиг | Дино Додиг | Дино Додиг | Дино Додиг | Дино Додиг   |
| Дисциплина   | Лич. рек.  | Резултат   | Бод.       | Плас.      | Укупно     | Плас.        |
| ------------ | ---------- | ---------- | ---------- | ---------- | ---------- | ------------ |
| 100 м        |            | 11,26      | 804        | 21.        | 804        | 21.          |
| Скок удаљ    |            | 6,62       | 725        | 27.        | 1.529      |              |
| Бацање кугле |            | 11,88 ЛР   | 599        | 25.        | 2.128      |              |
| Скок увис    |            | 2,01       | 813        | 6.         | 2.941      |              |
| 400 м        |            | 49,07      | 858        | 7.         | 3.799      |              |
| 110 препоне  | 14,85      | 14,85 =ЛР  | 868        | 11.        | 4.667      |              |
| Бацање диска |            | 40,83 ЛР   | 681        | 13.        | 5.348      |              |
| Скок мотком  |            | 4,20       | 673        | 21.        | 6.021      |              |
| Бацање копља |            | 43,31      | 490        | 21.        | 6.511      |              |
| 1.500 м      |            | 4:34,71    | 714        | 13.        | 7.225      |              |
| Укупно       |            |            |            |            | 7.225      | 20 / 20 (28) |

### Жене
| Атлетичарка      | Дисциплина     | Лични рекорд | Група      | Група       | Полуфинале | Полуфинале | Финале                | Финале       | Детаљи |
| Атлетичарка      | Дисциплина     | Лични рекорд | Резултат   | Место       | Резултат   | Место      | Резултат              | Место        | Детаљи |
| ---------------- | -------------- | ------------ | ---------- | ----------- | ---------- | ---------- | --------------------- | ------------ | ------ |
| Амела Терзић     | 1.500 м        |              | 4:14,64 КВ | 1. у гр. 1  |            |            | 4:04,77 РЕПмс, НР, ЛР |              |        |
| Теодора Симовић  | 5.000 м        |              |            |             |            |            | 17:09,85 ЛР           | 20 / 23 (24) |        |
| Сара Саватовић   | бацање кладива |              | 57,34      | 10. у гр. А |            |            | Није се квалификовала | 20 / 21 (22) |        |
| Марија Вученовић | бацање копља   |              | 52,52 кв   | 7. у гр. Б  | 54,43      |            |                       |              |        |